# Anne Shepley

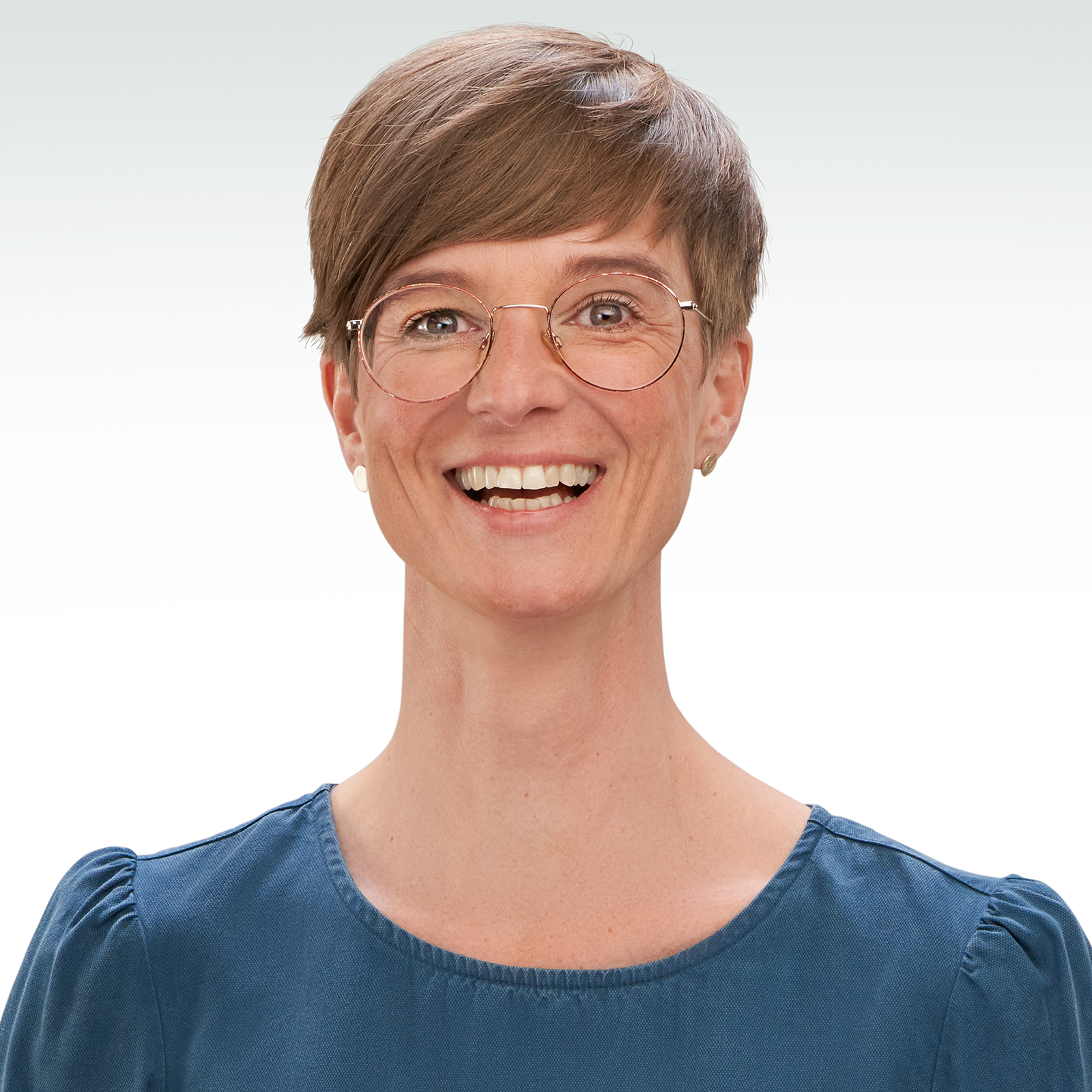
Anne Shepley (2021)

Anne Shepley (* 2. Juli 1979 in Stralsund) ist eine deutsche Politikerin (Bündnis 90/Die Grünen). Seit 2021 ist sie Mitglied im Landtag Mecklenburg-Vorpommern. Sie war Spitzenkandidatin ihrer Partei bei der Landtagswahl in Mecklenburg-Vorpommern 2021.

## Leben
Shepley wuchs in Neuhof (Sundhagen) am Greifswalder Bodden auf. Sie absolvierte ein Bachelorstudium der Kommunikationswissenschaft und Polonistik an der Universität Greifswald. Etwa zehn Jahre lebte sie in Neuseeland; im Jahr 2014 zog mit ihrem britischen Ehemann zurück nach Deutschland. Das Paar hat eine Tochter. Die Familie lebt in der Nähe von Schwerin.

## Politische Laufbahn
Anne Shepley ist seit 2018 Mitglied der Grünen. Am 1. März 2021 übernahm Shepley von Mathias Engling den Fraktionsvorsitz im Kreistag von Nordwestmecklenburg.
Shepley, die zum realpolitischen Flügel ihrer Partei gezählt wird, stellt den Klimaschutz in den Vordergrund ihrer Arbeit. So sagte sie einmal: „Unsere Natur und Umwelt sind in Gefahr und nur, wenn wir sofort und beherzt gegensteuern, können wir verhindern, dass unser Land mehr oder weniger unbewohnbar wird.“ Im Vorfeld der Landtagswahlen 2021 machte sie einen Stopp des Baus der Ostsee-Pipeline Nord Stream 2 zur Bedingung für eine Beteiligung der Grünen an einer zukünftigen Regierungskoalition.
Bei der Landtagswahl in Mecklenburg-Vorpommern 2021 kandidierte Shepley als Direktkandidatin im Landtagswahlkreis Nordwestmecklenburg II sowie auf Platz 1 der Landesliste. Die Grünen erreichten einen Stimmenanteil von 6,3 % und waren damit im Landtag vertreten. Anne Shepley wurde über die Landesliste Landtagsabgeordnete. Um eine Krebstherapie durchzuführen, ließ sie von August 2023 bis Januar 2025 ihr Mandat ruhen.